# 涉县站
涉县站，位于中华人民共和国河北省邯郸市涉县，是邯长铁路上的火车站，建于1947年，由中国铁路北京局集团邯郸车务段管辖。

## 歷史
- 建于1947年。

## 車站周邊
- 涉县清漳医院
- 涉县涉城镇上清凉学校
- 中国邮政储蓄银行清凉邮政储蓄所
- 中国农业发展银行涉县支行
- 中国建设银行涉县支行
- 中国石化涉县第16加油站
- 涉县第一中学